# جام لیلیان
جام لیلیان مسابقات فوتبالی است که در کشور اسرائیل از سال ۱۹۸۲ برگزار می‌شد. این مسابقات در سال ۱۹۸۹ منحل شد.